# يناير
- يناير
- فبراير
- مارس
- أبريل
- مايو
- يونيو
- يوليو
- أغسطس
- سبتمبر
- أكتوبر
- نوفمبر
- ديسمبر

- السبت
- الأحد
- الاثنين
- الثلاثاء
- الأربعاء
- الخميس
- الجمعة

- 2827 جمادى الآخرة 1446  هـ
- 2928 جمادى الآخرة 1446  هـ
- 3029 جمادى الآخرة 1446  هـ
- 3130 جمادى الآخرة 1446  هـ
- 11 رجب 1446  هـ
- 22 رجب 1446  هـ
- 33 رجب 1446  هـ
- 44 رجب 1446  هـ
- 55 رجب 1446  هـ
- 66 رجب 1446  هـ
- 77 رجب 1446  هـ
- 88 رجب 1446  هـ
- 99 رجب 1446  هـ
- 1010 رجب 1446  هـ
- 1111 رجب 1446  هـ
- 1212 رجب 1446  هـ
- 1313 رجب 1446  هـ
- 1414 رجب 1446  هـ
- 1515 رجب 1446  هـ
- 1616 رجب 1446  هـ
- 1717 رجب 1446  هـ
- 1818 رجب 1446  هـ
- 1919 رجب 1446  هـ
- 2020 رجب 1446  هـ
- 2121 رجب 1446  هـ
- 2222 رجب 1446  هـ
- 2323 رجب 1446  هـ
- 2424 رجب 1446  هـ
- 2525 رجب 1446  هـ
- 2626 رجب 1446  هـ
- 2727 رجب 1446  هـ
- 2828 رجب 1446  هـ
- 2929 رجب 1446  هـ
- 3030 رجب 1446  هـ
- 311 شعبان 1446  هـ

يناير هو الشهر الأول في السنة في التقويم الغريغوري وواحد من السبعة شهور الغريغورية، ويتكوّن من 31 يوم. يسمى كانون الثاني في بلاد الشام والعراق، وجانفي في تونس والجزائر. وهو في المتوسط أبرد شهور السنة في معظم نصف الأرض الشمالي (حيث أنه الشهر الثاني لفصل الشتاء) وأحر شهور السنة في معظم نصف الكرة الجنوبي (حيث أنه الشهر الثاني لفصل الصيف). وهو شهر موسم في نصف الكرة الجنوبي ويقابله شهر يوليو في النصف الشمالي.
ويبدأ يناير بنفس اليوم من الأسبوع كما في أكتوبر في السنة العادية، وينتهي بنفس اليوم من الأسبوع كما في فبراير وأكتوبر. أما في السنة الكبيسة فيبدأ بنفس اليوم من الأسبوع كما في أبريل ويوليو، وينتهي بنفس اليوم من الأسبوع كما في يوليو. وفي علم التنجيم يبدأ يناير عندما تكون الشمس في برج الجدي وينتهي في برج الدلو أما فلكيا فيبدأ عندما تبدأ الشمس في برج القوس وتنتهى في برج الجدي.

## تاريخه
تم تسمية الشهر على اسم يناير "Janus" إله المداخل في ميثولوجيا رومانية. وهي آتية من اللاتينية والتي تعني الباب (ianua) حيث أن يناير هو باب الدخول إلى السنة.
يتكون التقويم الروماني الأصلي من 10 شهور (304 يوم). فقد اعتبر الرومان أن الشتاء فترة لا تحتوي على شهور. وتقريبا في عام 713 قبل الميلاد قام رومولوس خليفة الملك نوما بومبيليوس بإضافة الشهور يناير وفبراير ليصبح التقويم مساويا للسنة القمرية (354 يوم). وطبقا للخرافة الرومانية المضادة للأرقام الزوجية تم إضافة يوم ليصبح التقويم (354 يوم). ومع أن مارس كان بالأصل هو الشهر الأول حسب التقويم الروماني القديم، إلا أنه تم نقل يناير مكانه حيث كان يتم اختيار القنصل خلاله.
ويعرف الأول من يناير بيوم السنة الجديدة حيث تجري احتفالات صاخبة في شتّى أنحاء الأرض.
الأسماء التاريخية للشهر تتضمن الأصل الروماني، جانواريس. قام أهل ساكسونيا بتسميته شهر الذئب, وقام شارلمان بتسميته شهر الشتاء. وفي التقويم الياباني يسمى موتسوكي (睦月). ويعرف اليوم الثاني من الشهر بالهاتسوميومي (初夢) واليوم السابع باسم ناناكوسا (七草). وفي اللغة الفنلندية يسمي الشهر تاميكو والذي يعنى شهر البلوط.
الإثنين الأول من يناير يعرف بإثنين الهدايا في اسكتلندا وشمال إنجلترا. وتبدأ سنة الزراعة في إنجلترا بشراب الأحد يوم الأحد بعد عيد الغطاس.
كما أن يوم البلوغ في اليابان هو الإثنين الثاني في يناير، وهذا لمن سيصبح عمره 20 عامًا في التقويم السنوي الجديد، وهو عيد قومي. وهذا اليوم كان يتم الاحتفال به منذ عام 1948 حتى 15 يناير عام 1999 حينما قررت الحكومة اليابانية إلغاء هذا اليوم لزيادة الإنتاج.
وعجلة العام في الوثنية الحديثة، ينتهى يناير عند أو بالقرب من إمبولك في نصف الكرة الشمالي ولونازا في نصف الكرة الجنوبي.
كما أن يناير هو الشهر الأول من العام الميلادي في معظم الدول العربية. أمّا في بلدان المغرب العربي، فيسمّى الشهر بالتسمية الفرنسية «جانفي».وفي بلاد الشام، يسمُى يناير «كانون الثاني»، من التسمية السريانية «كانون أحراي» ܟܢܘܢ ܐܚܪܝ. ويذهب الدكتور فريحة إلى القول بأنه مشتق من جذر سامي مشترك هو جذر «كن» ومعناه الأساس والثبوت والاستقرار لأن الناس ينقطعون فيه عن العمل و«يكنّون» في دورهم.
في التقويم المصري، يُطلق عليه «طوبة».
ويسمى «ينّاير» الشهر الآول في التقويم الآمازيغي الذي يوافق الثاني عشر من يناير.